# Сорбо-Сан-Базіле
Сорбо-Сан-Базіле (італ. Sorbo San Basile, сиц. Suorvu) — муніципалітет в Італії, у регіоні Калабрія,  провінція Катандзаро.
Сорбо-Сан-Базіле розташоване на відстані близько 470 км на південний схід від Риму, 14 км на північ від Катандзаро.
Населення — 809 осіб (2014).
Щорічний фестиваль відбувається 3 грудня. Покровитель — Франциск Ксав'єр (San Francesco Saverio).

## Демографія
Населення за роками:

Станом на 1 січня 2023 року в муніципалітеті офіційно проживало 17 іноземців з 6 країн, серед них 14 громадян країн Євросоюзу.

## Сусідні муніципалітети
- Б'янкі
- Карлополі
- Чикала
- Колозімі
- Фоссато-Серральта
- Джимільяно
- Панеттієрі
- Таверна